# 制度救世島
制度救世島，曾名為台灣基本法連線、中華民國臺灣基本法連線，中華民國之政黨，於2011年成立，發起人為建國黨前主席黃千明。

## 政黨發展過程
2011年9月20日，中華民國臺灣基本法連線推舉前慶生醫院院長高國慶及新竹市政府市政顧問鄧秀寶為2012總統及副總統參選人，並向中選會正式登記為被連署人。高國慶以「創造臺灣大未來，不統不獨新共識，長富久安心制度」為選舉訴求，並承諾「維持臺海現狀」、「提升兩岸生活」、「推動全球民主」、「創造世界首都」，及警告民眾「醫療體系快崩潰了」。高亦提出「司法該改革了」、「主權要更鞏固」、「財稅該健全了」、「環境該保護了」、「人權該提升了」等二十項要求。
2012年3月1日，中華民國臺灣基本法連線更名為台灣基本法連線。
2023年10月5日，台灣基本法連線更名為制度救世島。
2023年11月13日，制度救世島公開徵求民眾參選2024年中華民國立法委員選舉，並於同月24日向中選會提名12名區域立委及5名不分區立委候選人。

## 歷屆選舉情況

### 2012年立委選舉
政黨參與選舉的狀況：
| 區域立委 | 原住民立委 | 不分區立委 | 總候選人數 |
| -------- | ---------- | ---------- | ---------- |
| 11       | 1          | 6          | 18         |

區域暨原住民選舉
本次選舉之區域暨原住民選區部分，沿用第7屆選舉採用之單一選區兩票制中的小選舉區制度（一票選人），一個選舉區選出一席立法委員；惟在原住民部份則採用複數選舉區的制度，平地和山地原住民各選出3席。
| 選舉區           | 候選人                  | 得票數 | 得票率 | 結果   |
| ---------------- | ----------------------- | ------ | ------ | ------ |
| 臺北市第一選舉區 | 鄭光照                  | 690    | 0.34%  | 未當選 |
| 臺北市第五選舉區 | 劉美娟                  | 572    | 0.32%  | 未當選 |
| 新北市第二選舉區 | 計京生                  | 700    | 0.36%  | 未當選 |
| 新北市第三選舉區 | 吳清                    | 1,059  | 0.54%  | 未當選 |
| 新北市第五選舉區 | 黃茂                    | 543    | 0.32%  | 未當選 |
| 新北市第九選舉區 | 曾文聖                  | 561    | 0.30%  | 未當選 |
| 臺中市第六選舉區 | 王名江                  | 507    | 0.27%  | 未當選 |
| 桃園縣第五選舉區 | 黃國華                  | 433    | 0.25%  | 未當選 |
| 新竹市選舉區     | 鄧秀寶                  | 1,911  | 0.83%  | 未當選 |
| 新竹縣選舉區     | 傅家賢                  | 1,984  | 0.71%  | 未當選 |
| 南投縣第二選舉區 | 王永慶 (被取消參選資格) | 不適用 | 不適用 | 不適用 |
| 平地原住民選舉區 | 林金瑛                  | 706    | 0.71%  | 未當選 |

合計共11人參選，無人當選。
全國不分區及僑居國外國民選舉
| 候選人名單                                       | 得票數 | 得票率  | 提名席次 | 當選席次/總席次 | 當選名單 |
| ------------------------------------------------ | ------ | ------- | -------- | --------------- | -------- |
| 黃千明、王戴春滿、陳祖祥、黃馨主、謝正一、康淑敏 | 19,274 | 0.1464% | 6        | 0/34            | 無       |

合計共6人參選，無人當選。

### 2024年立委選舉
區域暨原住民選舉
| 選舉區             | 候選人 | 得票數 | 得票率 | 結果   |
| ------------------ | ------ | ------ | ------ | ------ |
| 臺北市第二選舉區   | 熊嘉玲 | 968    | 0.53%  | 未當選 |
| 臺北市第三選舉區   | 高士恩 | 195    | 0.10%  | 未當選 |
| 臺北市第四選舉區   | 黃啟彬 | 422    | 0.18%  | 未當選 |
| 臺北市第六選舉區   | 張雪卿 | 896    | 0.54%  | 未當選 |
| 新北市第一選舉區   | 游清池 | 1,867  | 0.69%  | 未當選 |
| 新北市第四選舉區   | 邱吉均 | 1,002  | 0.47%  | 未當選 |
| 新北市第十一選舉區 | 魏趨安 | 915    | 0.44%  | 未當選 |
| 桃園市第三選舉區   | 戴浙   | 721    | 0.33%  | 未當選 |
| 宜蘭縣選舉區       | 邱介勳 | 647    | 0.25%  | 未當選 |
| 新竹市選舉區       | 趙福龍 | 249    | 0.10%  | 未當選 |
| 嘉義縣第二選舉區   | 簡銘傑 | 2,499  | 1.68%  | 未當選 |
| 花蓮縣選舉區       | 周玉梅 | 879    | 0.69%  | 未當選 |

合計共12人參選，無人當選。
全國不分區及僑居國外國民選舉
| 候選人名單                             | 得票數 | 得票率 | 提名席次 | 當選席次/總席次 | 當選名單 |
| -------------------------------------- | ------ | ------ | -------- | --------------- | -------- |
| 林麗容、石人仁、張怡菁、古文發、黃千明 | 19,665 | 0.14%  | 5        | 0/34            | 無       |

合計共5人參選，無人當選。

## 內文註釋
1. ↑  游清池. . 制度救世島-政見說明網站. 2024-01-07  [2024-01-07]. （原始内容存档于2024-01-07）.
2. ↑  . 民視新聞網. 2011-09-20. （原始内容存档于2011-10-16）.
3. 1 2  中華民國臺灣基本法連線. . 台灣連署資源運籌平台. （原始内容存档于2014-07-14）.
4. ↑  高國慶. . 法治世界網. 2011-10-14. （原始内容存档于2012-01-03）.
5. ↑  臺灣臺北地方法院. . 司法院全球資訊網.   [2023-11-18]. （原始内容存档于2023-11-25）.
6. ↑  永久和平發展協會. . Facebook. 2023-11-13  [2023-11-17]. （原始内容存档于2023-11-17）.
7. ↑  . 中央選舉委員會. 2011-11-25. （原始内容存档于2015-06-21）.
8. ↑  . 中央選舉委員會. 2011-12-16. （原始内容存档于2012-01-16）.
9. ↑  . 中央選舉委員會. 2011-11-25. （原始内容存档于2012-01-09）.

## 外部連結
- 臺灣基本法連線，存于
- 中華民國臺灣基本法連線候選人暨選舉專區，存于
- 臺灣全球協定基本法，存于
- 永久和平發展協會 （页面存档备份，存于）